# Lednik Musjketova (glaciär i Kirgizistan)
Lednik Musjketova (ryska: Ледник Мушкетова) är en glaciär i Kirgizistan.   Den ligger i oblastet Ysyk-Köl Oblusu, i den östra delen av landet, 400 km öster om huvudstaden Bisjkek. Lednik Musjketova ligger 3 782 meter över havet.
Terrängen runt Lednik Musjketova är bergig åt sydost, men åt nordväst är den kuperad. Runt Lednik Musjketova är det mycket glesbefolkat, med 5 invånare per kvadratkilometer. Det finns inga samhällen i närheten. Trakten runt Lednik Musjketova är permanent täckt av is och snö.